# ジュリエッタ・シミオナート

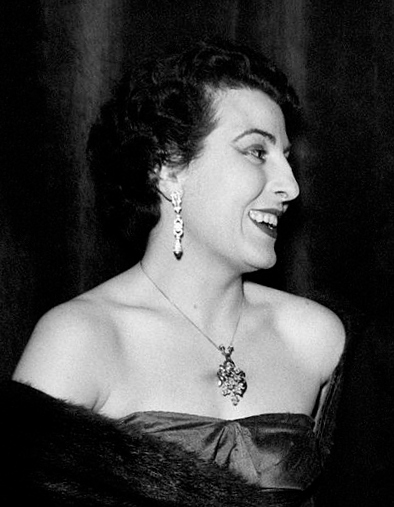
ジュリエッタ・シミオナート, 1955

ジュリエッタ・シミオナート（伊: Giulietta Simionato、1910年5月12日 - 2010年5月5日）は、イタリアのオペラ歌手（メゾソプラノ）。1930年代中頃から1966年の引退まで活躍した。ドラマティックな役柄とコミカルな役柄のどちらでも力強い歌唱で賞賛された。デッカ・レコードを中心にレナータ・テバルディ、マリオ・デル・モナコ、エットーレ・バスティアニーニ達と多くの録音を残した。日本でもNHKイタリア歌劇団公演に、第1回（1956年）から第4回（1963年）まで参加し、『アイーダ』や『カヴァレリア・ルスティカーナ』、『カルメン』などでの名唱で、日本の聴衆に後年まで語り継がれる名歌手である。晩年、NHKのテレビ番組で『ミニョン』の一節を歌う映像が流されたが、90歳を過ぎてもなお、オペラ歌手としての発声のフォームを維持していた。

## 生涯
イタリアのフォルリで生まれ、ロヴィーゴおよびパドヴァで学んだ。1928年モンタニャーナでオペラ舞台へのデビューを行う。1936年、ミラノ・スカラ座で初舞台を踏み、同年から1966年まで常連出演者となる。しかし、戦前のスカラ座では、ファシスト党シンパの歌手が重用されたため、シミオナートはその実力を認められながらも、なかなか主役としての芽が出ない時期を過ごした。戦後は瞬く間に活躍の場を広げ、1948年のスカラ座での『ミニョン』の題名役で大成功を収め、名実ともにスター歌手としての道を歩み始める。1953年、ロイヤル・オペラ・ハウスに初登場し、ここでも1963年から1965年まで定期的に登場するようになった。1959年にはメトロポリタン歌劇場にも『イル・トロヴァトーレ』のアズチェーナ役でデビューしている。
1947年にはエディンバラ音楽祭に登場し、サンフランシスコ歌劇場（1953年）、サン・カルルシュ国立劇場（1954年）、シカゴ・リリック・オペラ（1954年 - 1961年）、ウィーン国立歌劇場（1956年から）、ザルツブルク音楽祭と活躍の場を広げた。
シミオナートは、グルックの『オルフェオとエウリディーチェ』から、ロッシーニのロジーナ（『セビリアの理髪師』）とアンジェリーナ（『チェネレントラ』）、（マスネの『ウェルテル』）のシャルロッテ、さらにはカルメンに至る広大なレパートリーを持っていた。主な当たり役としては、（トマ作曲『ミニョン』）の題名役、（ヴェルディ作曲『アイーダ』）のアムネリス、（同じくヴェルディ作曲『ドン・カルロ』）のエボリ公女、（マスカーニ作曲『カヴァレリア・ルスティカーナ』）のサントゥッツァ、（チレア作曲の『アドリアーナ・ルクヴルール』）のブイヨン公妃など。日本でも1956年と1961年のNHKイタリア歌劇団公演で歌ったアムネリスは、「王女としての気品を持った歌唱」としてエベ・スティニャーニと並んで称されている。そのパイプ・オルガンのような豊麗でビロードのような声の響きは、極めて高度な発声の錬度に支えられ、群衆のシーンでもシミオナートの声を容易に聞き取れる明晰さを与えている。その比類ない音楽性は、役柄に没入した迫真の演技力と、オペラ歌手としての表現力が一体となった、オペラ歌唱の理想像を具現化していた。
2010年5月5日に死去。100歳の誕生日の7日前だった。
イタリア文学者の武谷なおみは、1959年小学生の時に来日したシミオナートを聴いて感激し、文通を始め、15歳の時来日したシミオナートに会い、京大大学院でイタリア文学を学んだのちイタリアへ留学した。その経緯は武谷の『カルメンの白いスカーフ　歌姫シミオナートとの40年』（白水社、2005）に詳しい。
特に印象的な歌唱として、以下の録音が挙げられる。
- ヴェルディ「アイーダ」　（カプアーナ指揮、NHK交響楽団、デル・モナコ、トゥッチ）　1961年東京
- ヴェルディ「ドン・カルロ」　（カラヤン指揮、ウィーン・フィル、シエピ、バスティアニーニ、ユリナッチ） 1958年ザルツブルク音楽祭
- マスカーニ「カヴァレリア・ルスティカーナ」　（セラフィン指揮、ローマ聖チェチーリア音楽院管弦楽団、デル・モナコ）1960年 DECCA
- チレア「アドリアーナ・ルクヴルール」　（マリオ・ロッシ指揮、サン・カルロ劇場管、オリヴェロ、コレッリ) 1959年ナポリ